# ليو هوان
ليو هوان (بالصينية: 刘欢) هو لاعب كرة قدم صيني في مركز الدفاع، ولد في 14 فبراير 1989 في بكين في الصين. لعب مع نادي بكين سينوبو غوان.

## وصلات خارجية
- ليو هوان على موقع قاعدة بيانات كرة القدم.إي يو (الإنجليزية)
- ليو هوان على موقع Soccerway.com (الإنجليزية)